# Multicast routing
Il multicast routing è uno dei protocolli di routing nelle reti IP.
Esistono diversi protocolli di multicast routing che supportano le comunicazioni in cui la trasmissione dei dati è indirizzata a un gruppo di computer di destinazione contemporaneamente: Multicast Source Discovery Protocol, Multicast BGP, Protocol Independent Multicast.

## Panoramica
L'instradamento multicast è un metodo di trasmissione a tutti gli abbonati registrati in un gruppo da una trasmissione a differenza dell'instradamento unicast (es; OSPF, RIP) che trasmette 1: 1 i dati necessari. Per implementare il routing multicast, sono necessari il protocollo IGMP e il protocollo di routing multicast ( Reverse-path forwarding, PIM -SM) per la registrazione, il raggruppamento degli abbonati e il controllo del traffico per la trasmissione multicast. Per quanto riguarda il multicast IP, è una tecnica per la comunicazione uno-a-molti su una rete IP. Il multicast IP copre alcune parti del protocollo di routing multicast comune. IP multicast descrive anche il software IP multicast (es VideoLAN, http://www.nongnu.org/qpimd/.  — Modulo PIM per Quagga Routing Suite, UFTP, ecc.). L'instradamento multicast è un'ampia gamma di protocolli specifici per il protocollo di instradamento di livello 3 per funzionalità multicast ed è definito nella RFC 5110.

## Meccanismo di instradamento
Un protocollo di multicast routing è un meccanismo per costruire un percorso più breve senza loop da un host di origine che invia i dati alle destinazioni multiple che ricevono i dati. IPV4 utilizza un indirizzo di classe D (224.0.0.0 ~ 239.255.255.255) IPv6 multicast fornisce la precedente funzione di IPV4 e una nuova funzione IPv6, consentendo a un host di inviare un singolo flusso di dati a un sottoinsieme di tutti gli host (trasmissione di gruppo) simultaneamente. Esistono quattro tipi di intervallo di indirizzi multicast IPv6 noti: ff02::1: Tutti i dispositivi IPv6,•ff02::2: Tutti i router IPv6,•ff02::5: Tutti i router OSPFv3,•ff02::a: Tutti i router EIGRP (IPv6).

## La classificazione dell'albero multicast
Esistono due tipi di alberi multicast che sono l'albero basato sulla sorgente e l'albero condiviso di gruppo.

### Albero basato sulla sorgente (SBT)
Il suo protocollo SSM (Source Specific Multicast). Il ritardo massimo è breve tra la comunicazione end-to-end. Ha una scarsa scalabilità. (è difficile applicare reti di grandi dimensioni) I protocolli supportati includono DVMRP, MOSPF e PIM-DM.

### Albero condiviso di gruppo
È un albero basato su core, che seleziona un router nella rete come root e trasmette le informazioni attraverso il router root. Il ritardo massimo nell'albero è maggiore di SBT (albero basato sulla sorgente), il router principale gestisce tutte le informazioni e i router rimanenti gestiscono la direzione del core e le informazioni multicast richieste dal router adiacente corrente. Ha una buona scalabilità (applicabile a reti di grandi dimensioni). I protocolli supportati includono CBT, PIM -SM, ecc.